# 전철환
전철환(全哲煥, 1938년 8월 6일~2004년 6월 18일)은 대한민국의 교육연구학술인, 경제학자이자 금융인이다.

## 생애
대학 4학년 재학때인 1960년에 고등고시 12회 행정과에 합격하였고, 경제기획원에서 근무하다가 영국으로 유학을 갔다 온 후에는 충남대학교 경제학과 교수로 재직했다. 이후 금융통화위원회 위원, 대덕경제연구회 회장, 충남대학교 경상대학장, 국제통화기금(IMF) 총회 한국대표를 거쳐, 1998년부터 2002년까지 제21대 한국은행 총재를 지냈다. 2004년 6월 18일, 지병인 심장병으로 향년 67세로 별세하였다.

## 학력
- 전주고등학교 졸업
- 서울대학교 경제학 학사
- 영국 맨체스터대학교 대학원 석사

| 전임 이경식 | 제21대 한국은행 총재 1998년 3월 6일 ~ 2002년 3월 31일 | 후임 박승 |